# Judyta triumfująca

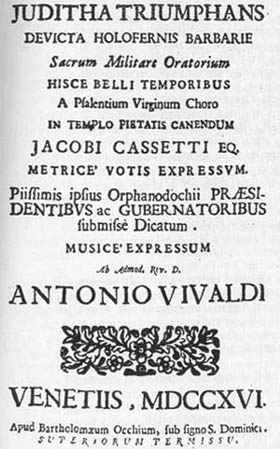

Judyta triumfująca, zwycięska nad barbarzyńcami Holofernesa, w skrócie Judyta triumfująca, RV 644 (łac. Juditha triumphans devicta Holofernis barbarie) – oratorium Antonia Vivaldiego napisane w 1716 roku dla Ospedale della Pietà w Wenecji na podstawie biblijnej Księgi Judyty.

## Kontekst powstania
Urodzony w 1678 roku Antonio Vivaldi rozpoczął pracę w Ospedale della Pietà w 25 roku życia, kilka miesięcy po święceniach kapłańskich. Z początku jako nauczyciel gry na skrzypcach. Zabłysnął jako wybitny instrumentalista i awansował na pozycję dyrektora gry instrumentalnej. Miał jednak ambicje, aby komponować również dzieła wokalne. W 1713 roku w Vicenzy dyrygował swoją pierwszą operą, Ottone in villa. Prawdopodobnie również tam odbyło się wykonanie jego pierwszego, nie zachowanego do dziś oratorium: La vittoria navale. Niewątpliwie Vivaldi pragnął zabłysnąć na polu muzyki wokalnej w samej Wenecji. Miał wielkie szczęście, bo w tym samym roku, 1713 nagle zniknął maestro di coro sierocińca, Francesco Gasparini. Władze Ospedale della Pietà szukały godnego następcy aż sześć lat. Przez ten czas lukę w wykształceniu wokalnym dziewcząt wypełniała dość przeciętna postać Pietro Scarpariego oraz sam Vivaldi, maestro dei concerti. W latach 1713–1719 Vivaldi komponował więc dla figlie di coro sakralne dzieła wokalne: psalmy, hymny, magnificat, motety itd. Najbardziej zdumiewającym dziełem tej współpracy było oratorium Juditha triumphans devicta Holofernis barbarie wykonane po raz pierwszy w listopadzie 1716 roku. Dzieło odniosło olbrzymi sukces.
Biblijna historia żydowskiej heroiny Judyty była popularnym tematem barokowych oratoriów (Marc-Antoine Charpentier, Francesco Gasparini, Alessandro Scarlatti). Nie jest jednak dziełem przypadku, że Vivaldi podjął tę historię na nowo. Oto bowiem w 1716 roku nastąpił zwrot w wojnie peloponeskiej. Turcy odstąpili od oblężenia twierdzy Korfu. Cassetti, librecista oratoriów Vivaldiego, użył biblijnej historii oblężenia Betulii w wojnie między Żydami a Asyryjczykami jako alegorii konfliktu Wenecji z Imperium Osmańskim.

## Libretto
Oba libretta dla weneckich oratoriów Vivaldiego (pierwsze, Moyses Deus Pharaonis z 1714 roku nie zachowało się) napisał Giacomo Cassetti. Libretto Judyty triumfującej zwraca na siebie uwagę przede wszystkim dość nowatorskim potraktowaniem formy: brak w oratorium narratora sprawia, że cała treść dzieła zawiera się w akcji między bohaterami, jak w operze. Zyskuje realizm i bezpośredniość przekazu, lecz jednocześnie upraszcza się fabuła, wokalne opisy wydarzeń muszą być siłą rzeczy mocno ograniczone. Rośnie więc czynnik dramatyczny kosztem edukacyjnego, religijnego (oratorium erotico).
Wszystkie partie, zarówno wokalne, jak i instrumentalne powierzone były wychowanicom Ospedale della Pietà. Partie solowe to:
- Judyta, mezzosopran,
- Vagaus, sopran,
- Holofernes, kontralt,
- Abra, sopran,
- Ozias, kontralt.

Część pierwsza: Nabuchodonozor posyła wojsko pod dowództwem Holofernesa, aby ukarało Judeę, która odmówiła dofinansowania wojny z Medami. Na drodze armii do Jerozolimy stoi miasto Betulia, które zaciekle się broni. Holofernes zarządza postój. Mieszkańcy miasta są w przegranej sytuacji, siły wroga są przygniatające i tylko kwestią czasu jest oddanie miasta. W tym momencie rozpoczyna się akcja oratorium. Judyta – młoda, piękna i pobożna wdowa – pozostawia oblężone miasto ze swoją służącą, Abrą, by iść do obozu wroga błagać o litość. Vagaus, Holofernesa spotyka dwie kobiety i bierze je do dowódcy, który uwiedziony pięknem Judyty zaprasza ją na kolację. Judyta przerażona prosi Abrę, aby jej nie zostawiała i towarzyszyła wieczorem.
Część druga: W Betulii, duchowny Ozias modli się, aby misja Judyty powiodła się. W obozie Asyryjczyków Holofernes deklaruje Judycie miłość. Ona onieśmielona i wystraszona twierdzi, że nie jest godna jego uwagi. Holofernes pije i je wpatrzony w Judytę, kiedy ta stara się go przekonać, aby odstąpił od oblężenia. W końcu zdaje sobie sprawę, że nie ma szans przekonać generała.
Holofernes zasypia zmożony winem. Vagaus sprząta po uczcie, w pewnym momencie wychodzi, zostawiając dowódce sam na sam z kobietami. Judyta i Abra zdają sobie sprawę, że zabicie Holofernesa to jedyne wyjście. Vagaus wraca do namiotu. Zaniepokojony brakiem straży podbiega. Widzi pozbawione głowy ciało Holofernesa. Wzywa furie, obiecując zemstę. Heroina wraca do Betulii z głową wroga. Ozias śpiewa dziękczynną pieśń. Jest pewien, że teraz miastu nic nie grozi.

## Muzyka

### Instrumentacja
Znany z zamiłowania do kolorystyki instrumentalnej Vivaldi, zwykle nie mógł w operach w pełni rozwinąć talentu. Zazwyczaj tylko jedna czy dwie arie mogły wykorzystywać oryginalne instrumentarium. Co innego koncert w Ospedale della Pietà, która posiadała bogaty zbiór. Niektóre instrumenty były wyjątkowe nawet jak na Włochy. W Juditha triumphans usłyszeć możemy m.in.:
- dwie trąbki i timpani (wojskowy motyw fanfarowy w otwierającym chórze: „rzeź, mord, zemsta, gwałt, szaleństwo, strach niech nam towarzyszą”),
- viola d’amore (wyrażająca słodycz Judyty w arii Quanto magis generosa, „zmiłuj się Holofernesie”),
- cztery teorbany (naśladujące krzątanie się służących przygotowujących ucztę w arii Vagausa O servi, volate, „słudzy spieszcie się”),
- chalumeaux (reprezentująca gruchanie turkawek w arii Veni, veni me sequera fida),
- mandolina (której pusty dźwięk ilustruje marność życia w arii Transit aetas, „życie mija niepostrzeżenie [...] tylko dusza jest nieśmiertelna [...] nasze pasje ulatują jak dym”),
- obój solo (w arii Holofernesa błagającego o miłość Noli, o cara, te adorantis, „Najdroższa, twe błagania nie przekonają woli wodza, który Cię ubóstwia [...] przynajmniej nie opuszczaj mnie”),
- dwa klarnety (sugerujące rozwiązłość w chórze Asyryjczyków Plena nectare non mero, „złote puchary są wypełnione nie przez wino, ale nektar!”),
- para fletów prostych (aby oddać wietrzyk przed namiotem Holofernesa w Umbra carae, aurae adoratae),
- cały consort viol all’inglese, tajemniczej rodziny smyczkowych instrumentów z rezonującymi strunami (w wielkiej modlitwie Judyty Summe Astrorum Creator)

Michael Talbot twierdzi, że oratorium miało najprawdopodobniej instrumentalny wstęp, który zaginął lub został wykorzystany przez kompozytora do innych celów. Świetnie charakterem, ale również tonacją pasuje Concerto RV 562.

### Retoryka muzyczna
Warto zwrócić uwagę na bogatą retorykę muzyczną, instrumentalną oratorium. Dla przykładu niech posłużą dwie arie oraz recytatyw Vagausa.
- aria Veni, me sequere fida: Judyta prosi Abrę, aby towarzyszyła jej podczas uczty w namiocie Holofernesa. Dźwięk naśladujący gruchanie turkawek wykonywany na chalumeaux nawiązuje do wierności, z której ptak ten jest znany. Bliska imitacja głosu z instrumentem jest błyskotliwym zwrotem retorycznym słowa „podążaj”. Stałe przeszywające nuty instrumentów smyczkowych oddają niepokój Judyty.
- aria Agitata infido flatu („smagana przez kapryśne podmuchy wiatru”): powtarzana szesnastkowa figura ilustruje trzepot skrzydeł jaskółki rozpaczliwie walczącej z silnym wiatrem, który to z kolei jest przywoływany poprzez „wyjące” długie nuty. Vivaldi kształtuje tu muzykę środkami melodycznymi i harmonicznymi tak, że ma się wrażenie jakby wiatr nagle mocniej uderzał i zmieniało kierunek.
- stosunkowo krótki recytatyw Vagausa zaczynają się od słów Jam non procul ab axe jest pełen odmiennych uczuć, które Vivaldi oddaje w muzyce z mistrzowską prostotą, ale i dramatyzmem:

„Już wkrótce będzie świtać, na wschodzie robi się jasno, gwiazdy bledną nad namiotem. Wejście jest otwarte i nikogo nie widzę. Ale co to? Wszędzie krew! Co za przerażający widok, zwłoki mego pana leżą, śmiertelnie blade. Żołnierze, wartownicy, budźcie się. Jesteśmy pokonani. Betulia uratowana, nasz pan zamordowany. Każcie ogłosić żałobę i przysiąc zemstę”.